# Annals of Botany
Annals of Botany is een internationaal botanisch tijdschrift. Het tijdschrift verschijnt sinds 1887. De Oxford University Press geeft het tijdschrift maandelijks uit in een online en een papieren versie namens de Annals of Botany Company, een non-profitorganisatie die zich richt op de promotie van de plantkunde. Anno 2009 is Pat Heslop-Harrison de hoofdredacteur. Onder meer Mike Fay maakt deel uit van de redactie. 
Het tijdschrift publiceert peer reviewed onderzoeksartikelen met betrekking tot alle aspecten van de plantkunde. Daarnaast publiceert het tijdschrift boekrecensies, reviewartikelen en korte mededelingen met betrekking tot actuele kwesties. Jaarlijks verschijnt er minstens een extra editie die zich richt op een bepaalde thema. 
Maximaal twee jaar na publicatie zijn artikelen (verschenen vanaf 1993) online vrij in te zien. 